# Metapioplasta burmana
Metapioplasta burmana là một loài bướm đêm trong họ Noctuidae.